# 徳宿村一家9人毒殺放火事件
徳宿村一家9人毒殺放火事件（とくしゅくむらいっかきゅうにんどくさつほうかじけん）は、1954年（昭和29年）10月10日に茨城県鹿島郡徳宿村（現：鉾田市）で起きた大量殺人事件である。徳宿村の一家九人毒殺放火事件、徳宿の一家九人殺し、徳宿村一家毒殺放火事件とも呼称される。
農業兼精米業を営んでいた男性A1（当時42歳）宅で、A1ら家族8人と女中の計9人が青酸性毒物で毒殺され、現場となった家は放火されて全焼した。犯人の男（当時43歳）は同年11月6日に強盗殺人・放火の罪で指名手配され、事件発生から28日後の翌7日に逮捕されたが、直後に取調室内で隠し持っていた青酸カリを服毒して自殺した。
当時の日本では1948年（昭和23年）に12人が毒殺された帝銀事件に次ぐ戦後2番目の大量殺人事件とみなされ、世間の注目を集めた。特に地元集落には「帝銀事件の蒸し返し」として衝撃が走った。

## 概要
事件現場は茨城県鹿島郡徳宿村舟地にあった農業兼精米業の男性A1（当時42歳）宅で、死亡した被害者はA1と妻A2（当時40歳）、A1の父親A3（同70歳）、A1・A2夫婦の長男A4（同20歳）・次男A5（同17歳）・長女A6（同12歳）・三男A7（同7歳）・四男A8（同8歳）の一家8人と、女中B（同18歳）の9人である。1954年10月11日3時ごろに現場の住宅から出火し、住宅や勝手場32坪が全焼、牛小屋4坪も半焼した。焼け跡から被害者9人の死体が発見されたが、茨城県警察本部と鉾田警察署は雨戸が閉まっていた点、避難した様子がない点から、放火による一家心中もしくは何者かが一家を皆殺しにした上で放火したものと見て捜査した。9人の死体は司法解剖に付され、遺体は死後焼けたものであることが判明した。またBとA1の遺体の胃の内容物からそれぞれ青酸反応が検出された。また家庭の事情にも心中するような事情は認められなかったため、事件は毒殺放火事件と断定され、この家を訪れていた保健所員を名乗る白衣の男が事件の鍵を握るものと見られた。
犯行2日後の夜、現場付近を流れる涸沼川から発見された自転車とワイシャツの縫い取りに、後述する犯人の男M（当時43歳）の姓の読みと同じカタカナ表記があったため、茨城県警察本部は関東一帯の前科者を捜査していた。一方で同時期に栃木県警察も栃木県宇都宮市で発生した窃盗事件の捜査を行っていたが、その過程で同内のクリーニング店で事件2日前（10月9日）に、前述のワイシャツと同じネーム入りのワイシャツを洗濯するよう依頼した男がいたことが判明、そして犯行当日の11日に同じ男が泥まみれのオーバーのクリーニングを依頼していたとの情報が得られた。また宇都宮市内の更生施設にいたM（前科8犯、同年3月に宇都宮刑務所を出所）が事件当日7時に外出し、翌11日昼ごろまで帰ってこなかったことも判明した。茨城県警の特別捜査本部は同年11月6日夜、Mを強盗殺人・放火の容疑で全国に指名手配した。翌7日朝、Mは栃木県の塩原温泉にあった旅館で同宿した女性の現金1000円と腕時計を盗んで逃走したが、宿帳から指名手配犯であることが判明、9時ごろに栃木県警察に逮捕された。同日11時ごろ、Mは派出所から大田原警察署へ護送され、取調室で犯行の一部を自供したが、右手の手錠を外された直後、上衣右ポケットから仁丹ケースに入れていた青酸カリを飲み、11時32分に死亡した。茨城県警本部は事件後の捜査結果から、Mの犯行動機、犯行後の足取り、青酸カリや現場から発見された薬瓶・注射器などの入手経路などをまとめ、「帝銀事件に類似した強盗殺人（一家九人青酸毒殺）放火事件について」と題した捜査参考資料を作成、県内各警察署をはじめ全国に配布した。Mは同年3月に宇都宮刑務所を出所する前、A1宅と同じ舟木出身である人物X（当時は窃盗で服役中）と獄中で知り合い、Xから水戸から舟木までの経路や、舟木で金のありそうな家はどこなのかなどを聞き出し、A1宅に目をつけたとされる。Mが奪ったとされる被害品は現金約5万円と、宮田号自転車1台、トックリセーター2枚、紺のズボン、黒オーバー、8型12石腕時計などである。
事件は県内では非常に高い関心を集め、同年末に『読売新聞』水戸支局が読者投票で選定した「県下十大ニュース」では全67件の候補のうち、「徳宿村一家九人毒殺放火事件」が全有効票602通のうち587票（得票率95.80%）を集めて1位に選出された。同紙はこの事件について、平和な農民たちを恐怖と不安に陥れた事件であると評している。

## 関連書籍
- 毎日新聞社メディア編成本部「殺人 > 大量殺人事件」『毎日新聞戦後の重大事件早見表』（改訂新版）毎日新聞社、1991年6月10日（原著1987年5月10日）、197頁。ISBN 978-4620307947。 NCID BN06312555。国立国会図書館書誌ID:000002362473・全国書誌番号:95008094。「29・10・11 茨城の一家9人殺害事件」